# Caberea boryi
Caberea boryi är en mossdjursart som först beskrevs av Jean Victor Audouin 1826.  Caberea boryi ingår i släktet Caberea och familjen Candidae. Inga underarter finns listade i Catalogue of Life.